# Мошков, Владимир Иванович

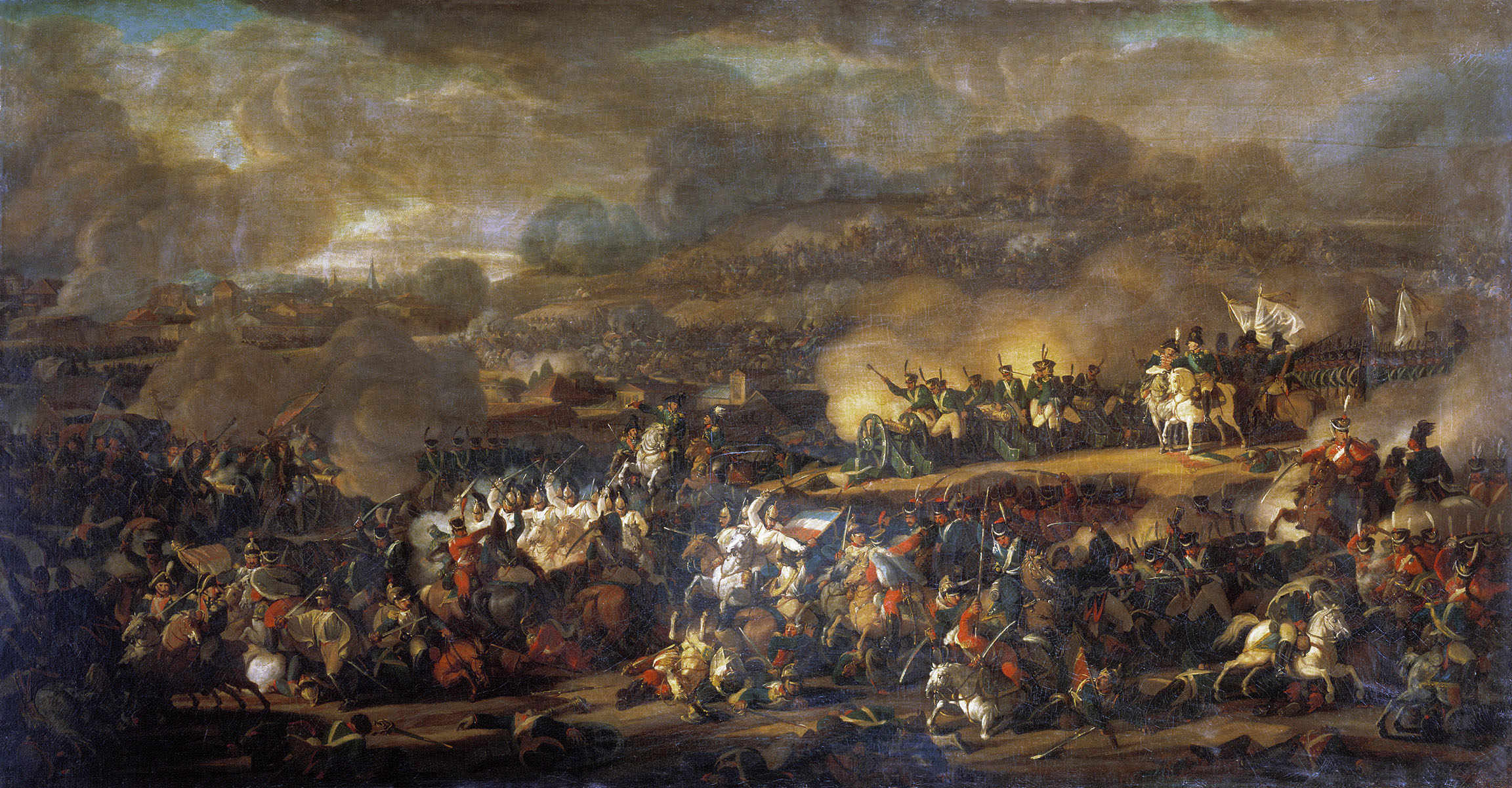
Сражение на Вахаутских высотах (1815)

Влади́мир Ива́нович Мошко́в (1792—1839), также встречается в написании Машков — русский художник, один из первых в России мастеров батальной живописи, академик Императорской Академии художеств.

## Биография
Владимир Мошков родился в 1792 году в Москве в купеческой семье. В девятилетнем возрасте стал воспитанником Императорской Академии художеств.
Окончил Академию молодой баталист под руководством М. М. Иванова в 1812 году, когда за картину «Сражение римлян и латинцев» он получил большую золотую медаль и аттестат первой степени на звание классного художника.
Широкую известность Мошкову принесла написанная в 1815 году картина, посвящённая Битве народов. Её полное название гласит: «Сражение перед городом Лейпцигом на Вахаутских высотах между деревнями Конневиц и Либертвольквиц, бывшее 1813 года октября шестого дня, в присутствии их величеств императора всероссийского и короля прусского, под предводительством главнокомандующего российско-прусскими армиями генерала от инфантерии М. Б. Барклая-де-Толли». За это полотно Мошкову было присвоено звание академика.
В последующие годы Владимир Мошков много работал и путешествовал.
В 1816—1818 годах побывал в составе дипломатической миссии в Персии. По инициативе генерала Ермолова произведён в ранг титулярного советника. Одной из известных работ этого времени является его полотно «Торжественное вступление графа Паскевича в Тавриз». Наряду с ним, создал целый ряд картин и эскизов, посвящённых русско-персидским отношениям.
В 1828—1829 годах вместе с русской армией находился в Малой Азии, позже в Туркманчае.
В 1830 году поселился в Тифлисе, позже переехал на таможенную службу в Астрахань, где умер в 1839 году в возрасте 47 лет.